# Saloca
Genre
Saloca est un genre d'araignées aranéomorphes de la famille des Linyphiidae.

## Distribution
Les espèces de ce genre se rencontrent en zone paléarctique.

## Liste des espèces
Selon World Spider Catalog (version 16.5, 25/11/2015) :
- Saloca diceros (O. Pickard-Cambridge, 1871)
- Saloca elevata Wunderlich, 2011
- Saloca gorapaniensis Wunderlich, 1983
- Saloca khumbuensis Wunderlich, 1983
- Saloca kulczynskii Miller & Kratochvíl, 1939
- Saloca ryvkini Eskov & Marusik, 1994

## Publication originale
- Simon, 1926 : Les arachnides de France. Synopsis générale et catalogue des espèces françaises de l'ordre des Araneae; 2e partie. Paris, vol. 6, p. 309-532.